# Borophagini
Borophagini — клада чи триба підродини Borophaginae. Це вимерла група наземних псових, які були ендемічними та широко поширеними по всій Північній Америці та Центральній Америці, які жили на герінгійському етапі епохи олігоцену до занклеанського віку раннього пліоцену, 30.8–3.6 Ma.

## Біологія
Borophagini були з коротким писком з важкою щелепою, зазвичай масивних розмірів. Вони були переважно м'ясоїдними, але зубний ряд демонструє риси всеїдності.

## Роди
До складу входять: Cormocyon, Desmocyon, Metatomarctus, Euoplocyon, Psalidocyon, Microtomarctus, Protomarctus, Tephrocyon.

## Поширення
Викопні зразки Borophagini поширені по всьому континенту, від узбережжя до узбережжя, а також від Флориди до західного Орегону й до Панами.